# Led Zeppelin III
Led Zeppelin III é o terceiro álbum de estúdio da banda britânica de rock Led Zeppelin, lançado em 5 de outubro de 1970. Foi gravado em três locais. Grande parte do trabalho foi feito em Headley Grange, uma casa de campo, usando o Rolling Stones Mobile Studio. Sessões adicionais foram realizadas em estúdios de gravação mais tradicionais, como Island Studios e Olympic Studios em Londres. Como no álbum anterior, o grupo evitou o uso de músicos convidados, com todas as músicas tocadas pelos membros da banda Robert Plant (vocais), Jimmy Page (guitarras), John Paul Jones (baixo, teclado) e John Bonham (bateria). A gama de instrumentos tocados foi bastante reforçada neste trabalho, com Jones especialmente emergindo como um multi-instrumentista talentoso, tocando uma ampla gama de instrumentos de teclado e cordas, incluindo vários sintetizadores, bandolim e contrabaixo, além de seu usual baixo. Como em álbuns anteriores, Page serviu como produtor, com a mixagem feita por Andy Johns e Terry Manning.
O álbum mostrou uma progressão do rock puro para a música acústica e o folk. Enquanto as influências do hard rock ainda estavam presentes, como em "Immigrant Song", canções acústicas como "Gallows Pole" e "That's the Way" mostraram que o Led Zeppelin era capaz de tocar diferentes estilos com sucesso. O grupo escreveu a maior parte do material sozinho, mas como em gravações anteriores, incluiu duas canções que eram reinterpretações de trabalhos anteriores: "Gallows Pole", inspirada em uma canção tradicional de folk inglesa, do cantor americano Fred Gerlach; e "Hats Off to (Roy) Harper", reformulação de uma música de blues de Bukka White. O trabalho acústico foi desenvolvido por Plant e Page numa sessão de composição no chalé Bron-Yr-Aur, no País de Gales, o que influenciou a direção musical.
Led Zeppelin III foi um dos mais esperados de 1970, e sua data de envio foi atrasada pelo intrincado design da capa interna baseado em um volvele, com inúmeras imagens visíveis através dos buracos na capa externa. Foi um sucesso comercial imediato após o lançamento e liderou as paradas do Reino Unido e dos Estados Unidos. Embora os críticos tenham ficado tipicamente confusos com a mudança no estilo musical e tenham dado ao álbum uma resposta mista, Led Zeppelin III foi reconhecido como um marco importante na história da banda e um ponto de viragem em sua música.

## Contexto

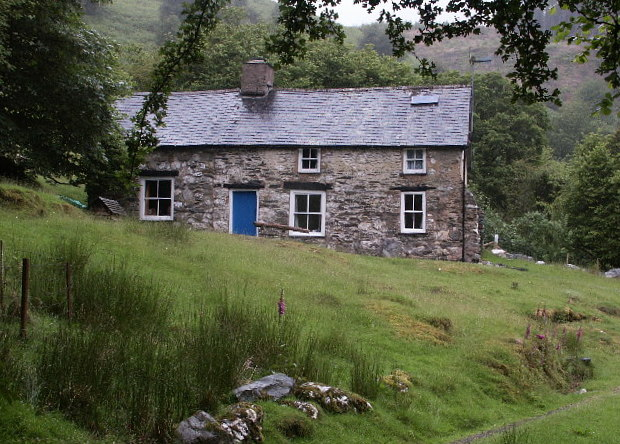
Três músicas do Led Zeppelin III foram escritas por Page e Plant durante suas férias na casa de campo de Bron-Yr-Aur

Em 1970, o Led Zeppelin alcançou sucesso comercial no Reino Unido e nos Estados Unidos com seus dois primeiros álbuns. Eles estavam determinados a fazer uma pausa adequada, tendo gravado a maior parte do Led Zeppelin II em vários locais durante a turnê, financiando as sessões com as vendas do álbum e receitas dos concertos. Após uma exaustiva turnê de apresentações pela América do Norte naquela primavera, o vocalista Robert Plant recomendou ao guitarrista e produtor Jimmy Page que se retirassem para Bron-Yr-Aur, uma casa de campo do século XVIII em Snowdonia, País de Gales, no topo de uma colina com vista para o Vale Dyfi, 4,8 km ao norte da cidade mercantil de Machynlleth. Plant havia passado as férias lá com sua família.
Este cenário remoto não tinha água corrente ou energia elétrica, o que incentivou uma ligeira mudança de direção musical da banda em direção a uma ênfase em arranjos acústicos. Page mais tarde explicou que a tranquilidade de Bron-Yr-Aur contrastava fortemente com a contínua turnê de 1969, afetando o tom geral das composições e o domínio dos violões. Sua forma de tocar foi influenciada pelos guitarristas folk Davey Graham e Bert Jansch, que regularmente usavam afinações alternativas de guitarra. Plant também lembrou que a banda era "obcecada por mudanças" e gostava de ouvir John Fahey. A banda queria especificamente uma mudança de direção, para mostrar que eles podiam tocar qualquer estilo de música que quisessem.

## Gravações

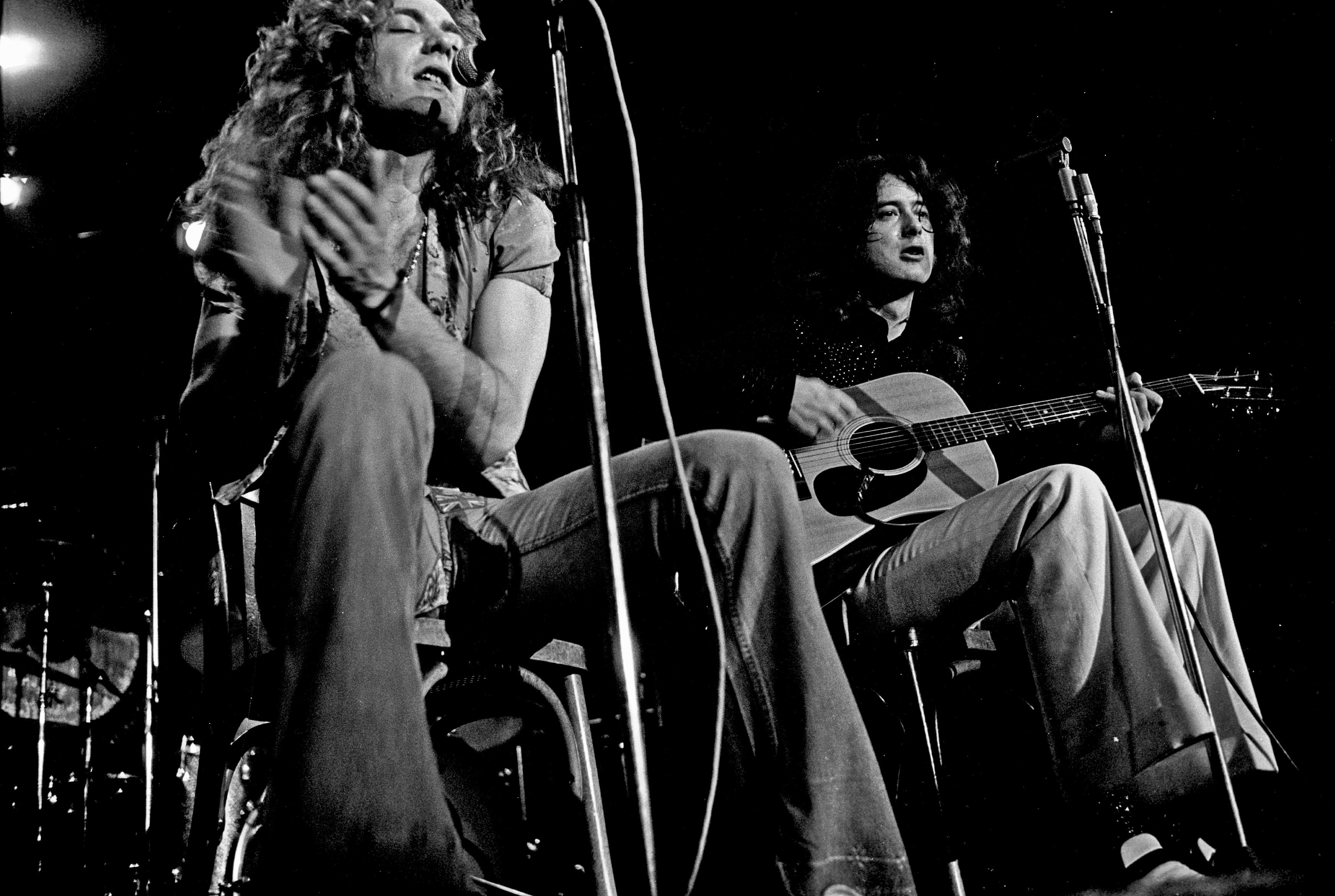
Page e Plant uniram-se em Bron-Yr-Aur, uma casa remota em Gales, para gravar a maior parte das cações do disco

As primeiras sessões de gravação do Led Zeppelin III aconteceram no Olympic Studios em novembro de 1969. Um comunicado de imprensa do empresário Peter Grant disse que o grupo estava gravando uma faixa independente para ser lançada como single, mas isso acabou sendo abandonado. Outras sessões ocorreram no final do ano, entre as turnês, antes da decisão de parar de trabalhar e fazer uma pausa em Bron-Yr-Aur. Depois de preparar o material para o álbum, Page e Plant se juntaram ao baterista John Bonham e ao baixista e tecladista John Paul Jones em Headley Grange, uma mansão em East Hampshire, para ensaiar as músicas. O ambiente rural deu um ar descontraído às sessões, e a banda achou que era um ambiente mais agradável para desenvolver músicas do que um estúdio na cidade.
O álbum foi gravado entre maio e junho de 1970 no Headley Grange (usando o Rolling Stones Mobile Studio) e no Olympic, com mais gravações no Basing Street Studios da Island Records em Notting Hill no mês seguinte. A mixagem ocorreu no Ardent Studios, Memphis, em agosto de 1970, no meio da sexta turnê do grupo nos Estados Unidos. O álbum foi produzido por Page e projetado por Andy Johns e Terry Manning. Page conheceu Manning quando a banda deste último, Lawson and Four More, havia apoiado os Yardbirds, a antiga banda do guitarrista, em 1966. Manning tinha ido a vários shows do Led Zeppelin, e isso levou Page a pedir-lhe para fazer a engenharia do novo álbum.

## Composição
Led Zeppelin III marcou uma mudança de foco para a banda, do hard rock do final dos anos 1960 para um folk psicodélico e som acústico. Esses estilos estiveram presentes em menor grau nos dois primeiros lançamentos do grupo, como "Babe I'm Gonna Leave You" e "Ramble On", do primeiro e segundo álbuns, respectivamente. Porém, neste álbum, o grupo utilizou mais arranjos acústicos, e eles permaneceriam proeminentes em vários graus nos lançamentos posteriores do grupo. Com Led Zeppelin III, a dinâmica de composição do grupo também mudou, do domínio de Page nos dois primeiros álbuns para uma situação mais democrática em que todos os quatro membros do grupo contribuíram com suas próprias composições e ideias. Plant escreveu todas as letras, com exceção de "Tangerine".

### Lado um
"Immigrant Song" foi escrita sobre as invasões vikings da Inglaterra e inspirada em uma curta turnê pela Islândia em junho de 1970. Foi lançada como single nos Estados Unidos e se tornou um hit, ficando entre as 20 mais tocadas. Foi a música de abertura da apresentação da banda no Festival de Blues e Música Progressiva de Bath e nos shows subsequentes nos dois anos seguintes. Foi incluído no filme School of Rock de 2003, depois que Jack Black fez um pequeno vídeo com fãs pedindo permissão para seu uso. Page esclareceu que a abertura da música é uma combinação de retorno de voz e eco.
"Friends" é uma faixa acústica que usa afinação C6 no violão. Page explicou: "Toquei um Harmony acústico afinado em C–A–C–G–C–E em 'Friends' ... É uma afinação do [tipo] C, mas não uma afinação C [típica]. Eu inventei." A música inclui uma seção de cordas com arranjos de John Paul Jones, a qual o guitarrista queria alcançar com um estilo de som indiano. A música foi regravada como um arranjo experimental com a Orquestra de Bombaim em março de 1972, junto com "Four Sticks" do álbum seguinte sem título. Esse arranjo apareceu na reedição de 2015 do álbum retrospectivo Coda. A música segue para "Celebration Day" por meio de um zumbido de sintetizador Moog.
"Since I've Been Loving You" foi uma das primeiras músicas a ser escrita para o álbum, no final de 1969. É uma canção de blues em dó menor, com Jones no órgão Hammond e pedais de baixo, simultaneamente. A música se tornou um marco nas apresentações ao vivo da banda durante o resto de sua carreira, substituindo "I Can't Quit You Baby" do primeiro álbum como a apresentação de blues lento do grupo, com o solo de guitarra de Page presente tanto na versão gravada quanto no show ao vivo.
"Out on the Tiles" foi escrita principalmente por Bonham, que teve a ideia dos riffs que percorrem a faixa. A introdução foi usada para abrir versões ao vivo de "Black Dog" (do Led Zeppelin IV) e o solo de bateria de Bonham na turnê americana de 1977.

### Lado dois
"Gallows Pole" é um arranjo moderno de uma canção tradicional de folk chamada "The Maid Freed from the Gallows", inspirada em uma versão gravada por Fred Gerlach. Page tocou uma multiplicidade de guitarras elétricas e acústicas e banjo, enquanto Jones tocava bandolim e baixo. Foi retrabalhada por Page e Plant no álbum No Quarter: Jimmy Page and Robert Plant Unledded de 1994.
"Tangerine" foi escrita pelo guitarrista em 1968, quando os Yardbirds ainda estavam juntos. A faixa apresenta guitarra de tipo pedal steel e violão acústico. Foi adicionada ao repertório acústico ao vivo do grupo em 1971 e tocada regularmente no ano seguinte. Foi então revivida como um arranjo harmônico de quatro partes em 1975.
"That's the Way" tinha o título original de "The Boy Next Door". Foi escrita em Bron-Yr-Aur sobre os problemas que duas pessoas enfrentaram em um relacionamento e os conflitos com suas famílias. A música se tornou uma parte importante do repertório acústico do grupo ao longo da década de 1970 e foi tocada no Festival de Bath, onde o Led Zeppelin se apresentou acusticamente pela primeira vez no Reino Unido. Page teve grande consideração pelas letras de Plant e considerou-as um avanço em seu desenvolvimento como o compositor da equipe. A dupla saiu para passear e, na volta, sentou-se à beira de um barranco com um gravador, onde o guitarrista começou a tocar a música, para a qual o cantor improvisou um verso.
"Bron-Y-Aur Stomp" foi originalmente chamada de "Jennings Farm Blues" e gravada como um arranjo elétrico, no final de 1969. O grupo a gravou em Headley Grange no ano seguinte usando o Rolling Stones Mobile Studio; eles a completaram no Island Studios em Londres e no Ardent Studios em Memphis, Tennessee. Page usou um violão, Bonham tocou colheres e castanholas e Jones tocou contrabaixo.
A faixa de encerramento, "Hats Off to (Roy) Harper", foi baseada na canção de blues "Shake 'Em On Down", de Bukka White, e nomeada como uma homenagem ao amigo e cantor folk, Roy Harper. O LP original creditou o arranjo a "Charles Obscure", uma piada interna da banda. Possui a voz de Plant alimentada por um amplificador de vibrato.

### Músicas inéditas
Page disse que o grupo tinha 16 faixas para escolher para o lançamento de Led Zeppelin III. Seis outras músicas que foram gravadas durante as sessões do álbum foram lançadas posteriormente: "Poor Tom" foi lançado em Coda; "Bron-Yr-Aur" foi incluída no álbum duplo Physical Graffiti em 1975; "Hey Hey What Can I Do" foi apresentada como lado B do single "Immigrant Song" de 1970 e no álbum de amostra The New Age of Atlantic de 1972, aparecendo mais tarde na primeira caixa coletânea da banda (1990) e depois na edição de luxo de Coda em 2015, junto com "St. Tristan's Sword"; "Jennings Farm Blues" e "Key to the Highway/Trouble in Mind" apareceram mais tarde na edição de luxo do álbum em 2014.

## Embalagem e capa
A edição original em vinil de Led Zeppelin III foi embalada em uma capa dobrável com uma proteção inovadora, projetada por Zacron, um artista multimídia que Page conheceu em 1963, enquanto o artista era estudante no Colégio de Arte de Kingston. Zacron posteriormente se formou na Academia Real Inglesa e tornou-se professor na Universidade de Leeds. Page perguntou se ele ajudaria a projetar uma capa para o álbum, que ele ajudou a organizar em janeiro de 1970.
A capa e a arte interna da parte dobrável consistiam em uma coleção surrealista de imagens aparentemente aleatórias em um fundo branco, muitas delas relacionadas tematicamente com voo ou aviação. Atrás da capa havia um disco de cartão laminado giratório, ou volvele, coberto com mais imagens, incluindo fotos dos membros da banda, que apareciam através de furos na capa; ao mover uma imagem para o lugar atrás de um buraco normalmente traria uma ou duas outras para o lugar de outros buracos. A contracapa era uma foto composta das melhores fotografias das sessões fotográficas. Zacron escolheu as imagens porque queria "mostrá-las como a força gigante que eram na música". Na França, este álbum foi lançado com uma capa diferente, mostrando simplesmente uma foto dos quatro integrantes da banda.
Zacron disse mais tarde que, após a conclusão da arte da capa, Page telefonou para ele enquanto estava em Nova Iorque para expressar sua satisfação com os resultados, dizendo: "Acho fantástico". No entanto, mais tarde achou que a obra de arte era insatisfatória por causa do prazo determinado.

## Lançamento e recepção
| Críticas profissionais        | Críticas profissionais |
| Avaliações da crítica         | Avaliações da crítica  |
| Fonte                         | Avaliação              |
| ----------------------------- | ---------------------- |
| Allmusic                      | [ 38 ]                 |
| BBC Music                     | "Favorável"            |
| Q                             | [ 40 ]                 |
| Robert Christgau              | "B+"                   |
| Rolling Stone                 | "Misto"                |
| The Rolling Stone Album Guide | [ 43 ]                 |

Led Zeppelin III foi um dos álbuns mais aguardados de 1970, e encomendas antecipadas nos Estados Unidos sozinhas chegaram perto da marca de um milhão. Seu lançamento foi construído por um anúncio de uma página inteira retirada pela revista Melody Maker no final de Setembro, que disse simplesmente: "Obrigado por nos fazer a banda número um do mundo".
Embora a expansão das fronteiras musicais da banda fossem recebidas calorosamente por alguns, detratores atacaram as faixas mais pesadas como um ruído sem sentido. Em uma representante revisão publicada na revista Rolling Stone, o crítico Lester Bangs elogiou: "Essa é a maneira" como "belo e verdadeiramente comovente", enquanto as canções caracterizadas da banda como as mais pesadas como um petróleo bruto e pouco diferenciadas umas das outras. Outros criticaram o material acústico para apenas imitir a música de Crosby, Stills, Nash & Young. Page sugeriu que essa comparação era imprecisa, afirmando em uma entrevista que ele deu a Cameron Crowe que:
| “ | Quando o terceiro LP saiu e teve suas opiniões, Crosby, Stills e Nash tinha acabado de se formar. O LP tinha acabado de sair e por causa de suas guitarras acústicas tinha vindo à tona de repente: LED ZEPPELIN FAZ ACÚSTICO! Eu pensei, Cristo, onde estão suas cabeças e os ouvidos? Havia três músicas acústicas no primeiro álbum e duas no segundo. | ” |

Page também disse que a imprensa negativa dada ao terceiro álbum o afetou tanto que ele não deu entrevistas à imprensa durante 18 meses após seu lançamento, e também foi uma das razões pelas quais o álbum sem título subseqüente da banda não continha nenhuma informação escrita nele sobre tudo. No entanto, mais recentemente ao longo dos anos, ele comentou sobre a reação negativa da imprensa em termos um pouco mais diplomáticos:
| “ | Em retrospecto, posso ver como se alguém visse Led Zeppelin III, que era tão diferente do que tínhamos feito antes, e eles tinham apenas um curto período de tempo para analisá-lo na vitrola do escritório, em seguida, eles perderam o conteúdo. Eles estavam com pressa e eles estavam procurando o novo "Whole Lotta Love" e não ouviram que o realmente estava lá. Era muito novo para eles e eles não conseguiram o enredo. Assim, em retrospecto, não me surpreende que a diversidade e amplitude do que estávamos fazendo era ignorado ou subestimado na época. | ” |

O álbum Led Zeppelin III foi um êxito n.º 1 transatlântico. Esteve durante quatro semanas no topo da tabela Billboard, ao mesmo tempo que entrava para a primeira posição da tabela britânica, permanecendo ali por três semanas (regressando ao topo, por mais uma semana, em 12 de dezembro). Contudo, no seguimento deste caloroso acolhimento, e depois de várias críticas negativas, as vendas baixaram após este período inicial em alta. Como Plant referiu:
| “ | Led Zeppelin III não foi um dos discos mais vendidos, porque o público se virou e disse: 'O que vamos fazer com isso?' - 'Onde está o nosso "Whole Lotta Love Parte 2"? Eles queriam algo como Paranoid do Black Sabbath! Mas queríamos ter partes acústicas como "Gallows Pole" que ainda tinha todo o poder de "Whole Lotta Love", porque nos permitia ser dinâmicos. | ” |

Apesar de suas opiniões inicialmente indiferentes e vendas mais baixas do que os outros dois primeiros álbuns da banda, a repercussão de Led Zeppelin III se recuperou consideravelmente com o passar do tempo. A RIAA certificou o álbum com 2 discos de platina em 1990, e com 6 discos de platina em 1999.
| Publicação             | País           | Nomeação                                 | Ano  | Posição |
| ---------------------- | -------------- | ---------------------------------------- | ---- | ------- |
| The Book of Rock Lists | Estados Unidos | "The Top 40 Albums (1970)"               | 1981 | 39      |
| Mojo                   | Reino Unido    | "The 100 Greatest Albums Ever Made"      | 1996 | 99      |
| Colin Larkin           | Reino Unido    | All Time Top 1000 Albums                 | 1998 | 361     |
| Q                      | Reino Unido    | "50 Best British Albums Ever"            | 2004 | 9       |
| Robert Dimery          | Estados Unidos | 1001 Albums You Must Hear Before You Die | 2005 | *       |
| Classic Rock           | Reino Unido    | "100 Greatest British Rock Album Ever"   | 2006 | 31      |

(*) Lista designada desordenada.

## Faixas
Lado A
| N.º | Título                       | Compositor(es)               | Duração |  |
| 1.  | "Immigrant Song"             | Jimmy Page/ Robert Plant     | 2:26    |  |
| 2.  | "Friends"                    | Page, Plant                  | 3:55    |  |
| 3.  | "Celebration Day"            | John Paul Jones, Page, Plant | 3:29    |  |
| 4.  | "Since I've Been Loving You" | Jones, Page, Plant           | 7:25    |  |
| 5.  | "Out on the Tiles"           | John Bonham, Page, Plant     | 4:04    |  |

Lado B
| N.º            | Título                     | Compositor(es)     | Duração |  |
| 1.             | "Gallows Pole"             | Page, Plant        | 4:58    |  |
| 2.             | "Tangerine"                | Page               | 3:12    |  |
| 3.             | "That's the Way"           | Page, Plant        | 5:38    |  |
| 4.             | "Bron-Y-Aur Stomp"         | Jones, Page, Plant | 4:20    |  |
| 5.             | "Hats Off to (Roy) Harper" | Charles Obscure    | 3:41    |  |
| Duração total: | Duração total:             | Duração total:     | 43:04   |  |

## Paradas
| Paradas (1970-71)            | Posição |
| ---------------------------- | ------- |
| Australian ARIA Album Chart  | 1       |
| Canadian RPM Albums Chart    | 1       |
| Danish Albums Chart          | 1       |
| French SNEP Albums Chart     | 4       |
| Italian Albums Chart         | 1       |
| Japanese Oricon Albums Chart | 5       |
| Norwegian Albums Chart       | 3       |
| Spanish Albums Chart         | 6       |
| UK Albums Chart              | 1       |
| US Billboard 200             | 1       |
| US Billboard Soul LP's       | 30      |
| West German Albums Chart     | 3       |

| Paradas (2014)       | Posição |
| -------------------- | ------- |
| Polish Albums (ZPAV) | 11      |

Single
| Ano                                     | Single                                      | Parada            | Posição |
| --------------------------------------- | ------------------------------------------- | ----------------- | ------- |
| 1970 (Lançamento) 1971 (Melhor Posição) | "Immigrant Song"/ "Hey, Hey, What Can I Do" | Billboard Hot 100 | 16      |

## Certificações
| Região                                  | Certificações | Vendas    |
| --------------------------------------- | ------------- | --------- |
| Argentina (CAPIF)                       | Platina       | 40,000    |
| Australia (ARIA)                        | 3× Platina    | 210,000   |
| Canada (Music Canada)                   | 3× Platina    | 300,000   |
| France (SNEP)                           | Platina       | 300,000   |
| Germany (BVMI)                          | Ouro          | 250,000   |
| Italy (FIMI)                            | Ouro          | 50,000    |
| Netherlands (NVPI) Edição Remasterizada | Ouro          | 50,000    |
| Spain (PROMUSICAE)                      | Ouro          | 50,000    |
| Switzerland (IFPI Switzerland)          | Ouro          | 25,000    |
| United Kingdom (BPI)                    | Platina       | 300,000   |
| United States (RIAA)                    | 6× Platina    | 6,000,000 |

## Créditos
Led Zeppelin
- Jimmy Page - Guitarra, backing vocal, banjo
- Robert Plant - Vocal, harmônica
- John Bonham - Bateria, percussão
- John Paul Jones - Baixo, teclado, orgão, mandolim

Produção
- Peter Grant - Produtor executivo
- Andy Johns - Engenheiro de produção
- Eddie Kramer - Engenheiro de mixagem
- Jimmy Page - Produção